# Coberts del Port de València
Els coberts del Port de València, popularment i en castellà els Tinglados, són uns coberts industrials situats al port de València. Es tracta de tres edificacions industrials d'estil modernista valencià construïdes l'any 1914.

## Edificis
Van ser construïts pels enginyers José María Fuster i Fausto Élio Vidarte el 1914. Es van construir a iniciativa del Ministeri de Foment dins del Pla General d'Eixample i Millora del Port de València, l'objectiu del qual era revitalitzar el port com a potència exportadora. El projecte dels tinglados s'inicià el 1910, les obres començaren en 1911 i serien finalitzades en 1914. En total es van construir sis tinglados al port de València, dels quals es conserven tres en l'actualitat, els tinglados números 2, 4 i 5.
El seu estil s'emmarca dins del modernisme valencià amb un llenguatge arquitectònic pròxim al de l'Exposició Regional Valenciana de 1909. Destaca la seua estructura metàl·lica i l'ornamentació típicament modernista amb mosaics amb motius marins i agrícoles.
Durant la Guerra Civil espanyola els tinglados van ser greument bombardejats per l'aviació feixista italiana. Després de la guerra van ser restaurats.
Actualment han perdut l'ús per al qual van ser concebuts i són emprats per a dur a terme diferents activitats culturals i d'oci. L'any 2018 els tinglados 2 i 3 van ser restaurats per la Generalitat Valenciana. Estan declarats com Bé de Rellevància Local de la ciutat de València.